# Nechvalín
Nechvalín (deutsch Nechwalin) ist eine Gemeinde in Tschechien. Sie liegt sieben Kilometer nordwestlich von Kyjov und gehört zum Okres Hodonín.

## Geographie

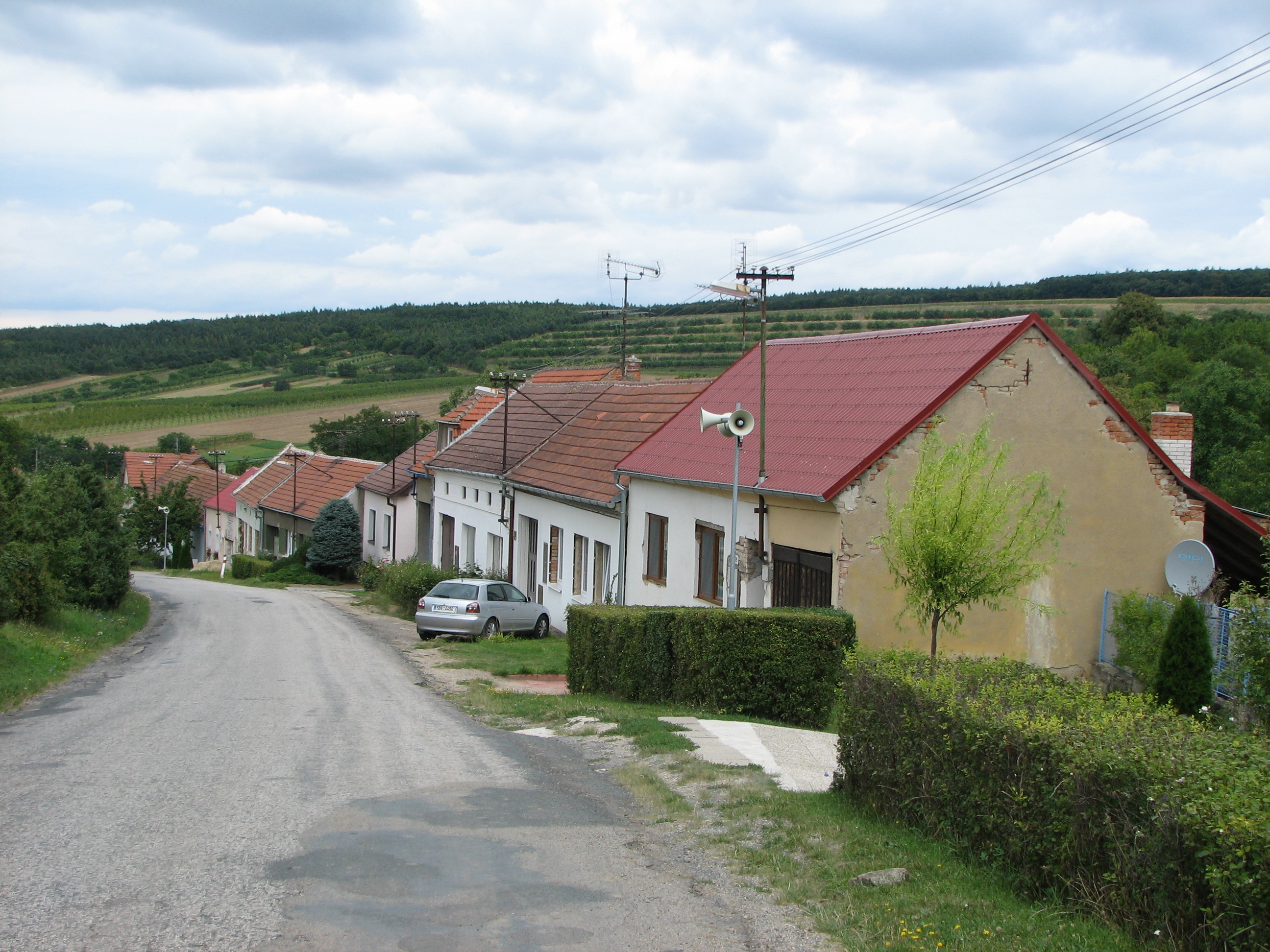
Nechvalín

Nechvalín befindet sich am südlichen Fuße des Steinitzer Waldes am Übergang zum Hügelland Věteřovská vrchovina. Das Dorf erstreckt sich in der Quellmulde des Baches Nechvalínský potok. Gegen Osten liegt das Tal der Kyjovka. Nördlich erheben sich die Borový (378 m) und im Südosten die Bukovany (355 m).
Nachbarorte sind Snovídky und Haluzice im Norden, Bohuslavice im Osten, Bukovany im Südosten, Ostrovánky im Süden, Věteřov, Dražůvky und Archlebov im Südwesten sowie Lovčice im Nordwesten.

## Geschichte
Archäologische Funde belegen eine frühzeitliche Besiedlung des Gemeindegebiets. 1975 wurde nordwestlich des Dorfes auf einem Sporn über dem Tal des Nechvalínský potok und Soudný potok ein historisches Gräberfeld mit 179 Gräbern entdeckt. Die ältesten sechs sind der La-Tène-Zeit zuzuordnen. Die überwiegende Zahl der Funde stammt aus slawischen Kulturen, es wird angenommen, dass sich auf dem Sporn ein Großmährischer Stützpunkt befand.
Die erste schriftliche Erwähnung des Dorfes erfolgte 1261 in der Gründungsurkunde des Zisterzienserklosters Smilheim, die sich als nachträgliches Falsifikat erwiesen hat. Auf der Kuppe Klobouk über dem Dorf befand sich ein befestigter Rittersitz. Die Feste war der Sitz des zwischen 1319 und 1341 nachweislichen Hynek von Nechvalín aus dem Geschlecht von Bludov, über den Zeitpunkt ihrer Entstehung ist nichts bekannt. 1369 trat der Znaimer Burggraf Andreas von Nechvalín das Gut an Hinz von Lippa ab. Ab 1505 gehörte Nechvalín Wenzel Pacak von Pačlavice. 1529 tauschte Johann von Leipa Nechvalín beim Bistum Olmütz gegen das Lehngut Tieschitz ein. Dadurch wurde Nechvalín zum bischöflichen Lehngut und die Feste war bis 1640 Sitz der jeweiligen Lehnsmannen. Zu ihnen gehörte u. a. von 1593 bis 1607 Philipp der Ältere Borenski von Rostropitz. Zwischen 1640 und 1650 kaufte Gundaker von Liechtenstein das Lehngut Nechvalín einschließlich des besonderen Lehns Želetice für 14000 Gulden. Er schlug das Lehngut Nechvalín 1653 seiner Herrschaft Ždánice zu. Im Jahre 1834 entstand ein Schulhaus. Zu dieser Zeit lebten in den 79 Häusern des Dorfes 448 Personen. Bis zur Mitte des 19. Jahrhunderts blieb Nechvalín der Herrschaft Ždánice untertänig.
Nach der Aufhebung der Patrimonialherrschaften bildete Nechvalín/Nechwalin ab 1850 mit dem Ortsteil Ostrovánky eine Gemeinde in der Bezirkshauptmannschaft Gaya. 1890 löste sich Ostrovanky los und bildete eine eigene Gemeinde. Im Jahre 1895 erfolgte der Bau des derzeitigen Schulgebäudes. Nach der Aufhebung des Okres Kyjov wurde der Ort 1960 dem Okres Hodonín zugeordnet. 1980 wurde Nechvalín nach Bukovany eingemeindet. Seit dem 23. März 1990 besteht die Gemeinde Nechvalín wieder.

## Gemeindegliederung
Für die Gemeinde Nechvalín sind keine Ortsteile ausgewiesen.

## Sehenswürdigkeiten

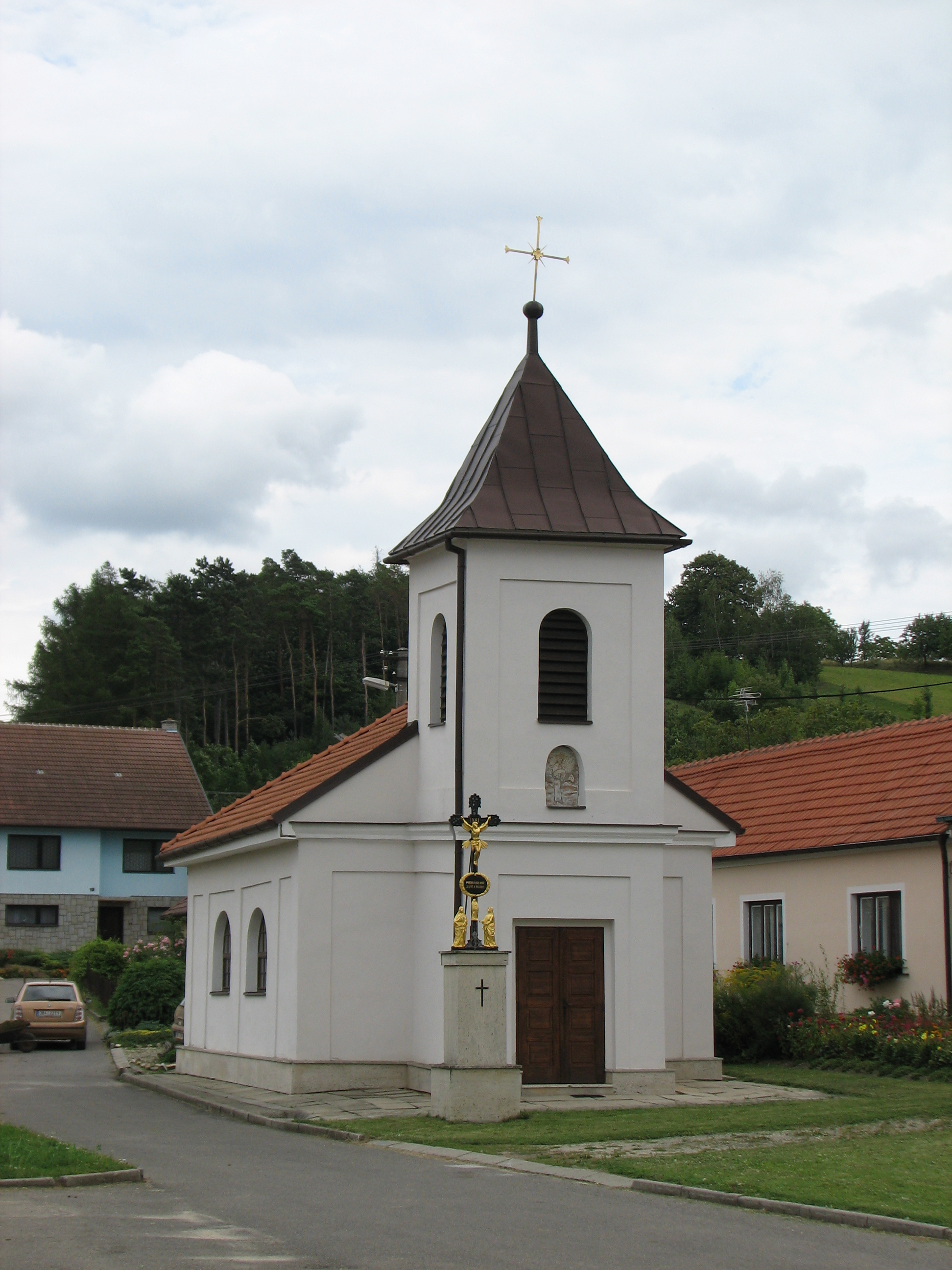
Kapelle der hl. Katharina von Alexandrien

- Kapelle der hl. Katharina von Alexandrien, errichtet 1891 anstelle eine Glockenturmes
- Burgstall mit Wallanlage auf dem Klobouk, südwestlich des Dorfes